# Eiserne Hand (Bad Orb)
Die Eiserne Hand ist ein Wegepunkt an der alten Handelsstraße Frankfurt-Leipzig (des Reiches Straße, bzw. Via Regia), an dem die aus Bad Orb und dem Spessart kommende Straße (heute Landesstraße 3199) mündet.

## Geographische Lage
Von den Wirtheimer Pässen, aus westlicher Richtung kommend, fiel die alte Via Regia nach Wirtheim hin ab, und führte östlich von Wirtheim, mit einem erneuten kleinen Aufschwung, weiter ins vordere Orbtal. Dort, noch etwas oberhalb des feuchten Orbgrundes und der „sumpfigen Kinzigauen“ traf sie auf die nach Orb abzweigende Straße, heute als Kreuzungspunkt Eiserne Hand genannt. Danach stieg sie nochmals etwas an, auf einen letzten kleinen Hügel des auslaufenden Spessarts, die Hohe Wacht (auch Hochwacht genannt), bevor sie in der Fuhrmann-Hohl (auch Fuhrmannshohle) nach Aufenau hin wieder abfiel. In der Nähe dieses Wegepunktes, der Eisernen Hand, liegt auch die Mündung des von Bad Orb kommenden Orbbaches (in diesem Abschnitt Aubach genannt), in die Kinzig. Ein kurzes Stück Kinzig abwärts fand auch der Übergang durch das Kinzigtal, für die aus dem Vogelsberg und der Reffenstraße kommende Fernhandelsstraße. Sie passierte den am südlichen Rand des Vogelsberges liegenden Aspenhainer Kopf und querte das Tal an der Brückeneiche und stieg den Hang hoch zum damaligen Weiler Hergersfeld.

## Geschichte
Der Wegweiser nach Orb, am Straßenabzweig der Via Regia, in der Nähe der Mündung des Aubaches in die Kinzig, war wohl, wie es zu Beginn des 19. Jahrhunderts üblich, gusseisern und hatte eine Form, die vielleicht einer Hand bzw. einem Arm, der manchmal in vier fingerähnlichen Auswölbungen ausläuft, nahe kam. Diese eiserne Hand wurde namengebend für die Kreuzung „Eiserne Hand“. Viele derartige Wegweiser wurden in dieser Zeit von der, in der Nähe, im Spessart ansässigen Firma Rexroth gefertigt. Die Vielzahl von Wegpunkten, Orten und Flurnamen des Namens „Eiserne Hand“ spricht für ähnliche Situationen und Entwicklungen in verschiedenen Regionen Deutschlands.
In der nachnapoleonischen Zeit wurde die Via Regia chaussiert, in der Nähe der Eisernen Hand bis 1822 ausgebaut. Ab 1836 – hatte die Straße „zwischen Höchst und Wirtheim ihren heutigen Verlauf und führte nicht mehr über die Wirtheimer Pässe“, der Name Eiserne Hand aber blieb für die Abzweigung nach Orb erhalten.

## Trivia
Der Weg nach Osten führte Napoleon wiederholt auf die Via Regia. Daher kannte er die für ihn, als Militärstrategen wichtigen Punkte der Route genau. Dazu zählten z. B. die wegen ihrer Steilheit bekannten und gefürchteten Wirtheimer Pässe, der Geländeengpass bei Wirtheim oder der Straßenabzweig nach Orb, am Zusammenfluss von Orbbach und Kinzig. An der Abzweigung nach Orb an der Eisernen Hand habe Napoleon, bei der Rückkehr vom desaströsen Russlandfeldzug 1812 eine Wache aufstellen lassen, um weitere Verluste seiner äußerst geschwächten Armee durch Desertion zu vermeiden.